# Canto Serioso
Canto Serioso FS132 voor hoorn en piano is een examenstuk van de Deense componist Carl Nielsen. Het Koninklijk Deens Orkest moest in 1913 op zoek naar een nieuwe hoornist, om een proefspelwerk te verkrijgen, schakelde men Nielsen in, toen al dirigent van het orkest van het Koninklijk Theater. Het nadeel was dat zo’n werk is dat het direct na gebruik in de la verdwijnt. Een voordeel voor historici is, dat er direct zes kopieën werden gemaakt, voor elke sollicitant een. Waarschijnlijk een van de redenen waarom dit werk bewaard is gebleven.
Canto Serioso is een van de twee uitzonderingen in de chronologische lijst van Fog en Schousboe; het wordt veel hoger genummerd dan dat het compositiejaar aangeeft. Wellicht werd het pas ingedeeld toen ook de versie voor cello en piano werd geschreven.

## Bron en discografie
- Uitgave Dacapo; Diamant Ensemble